# Zlatý vrch

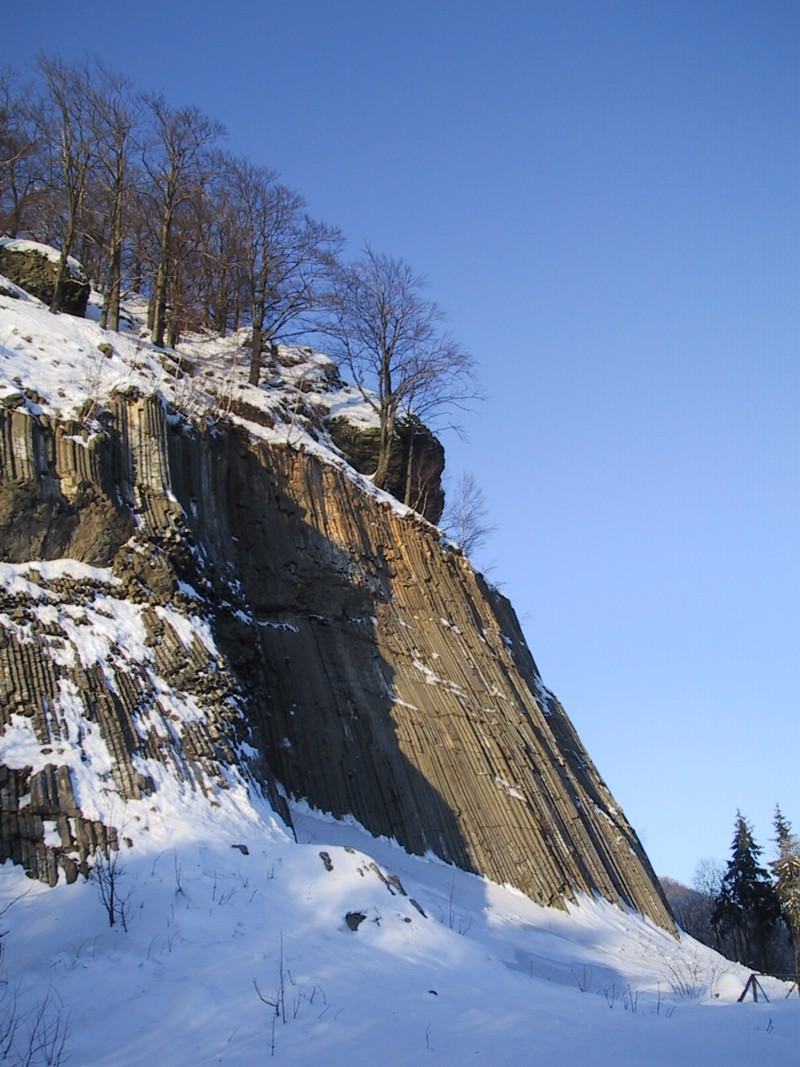
Widok na profil zbocza góry

Zlatý vrch  (pol. Złota Góra, niem. Goldberg, 656,6 m n.p.m.) – wzniesienie w masywie Gór Łużyckich w paśmie Sudetów Zachodnich, w Czechach.

## Położenie
Góra położona jest w północnych Czechach, na Obszarze Chronionego Krajobrazu Gór Łużyckich (CHKO Lužicke hory), w południowo-zachodniej części Gór Łużyckich, około 4 km na północny wschód od miasta Česká Kamenice, na południowym wschodzie od wzniesienia Studenec, około 0,5 km na wschód od skraju miejscowości Lísky. Według czeskiego podziału wzniesienie należy do regionu Krkonošsko-jesenická subprovincie.

## Charakterystyka
Jest to charakterystyczne wzniesienie pochodzenia wulkanicznego, zbudowane z bazaltu, o wyraźnym kształcie kopca i stromych zboczach z płaską powierzchnią szczytową i częściowo odsłoniętą sztucznie powierzchnią na zboczu. Znane przede wszystkim jako przykład słupowej rozdzielności skał wulkanicznych. Góra stanowi typowy nek z zakrzepniętym trzonem wulkanu, w którym wykształciły się wspaniałe sześciokątne słupy bazaltowe, tworzące miejscami strukturę, podobną do organowych piszczałek.
Na wzniesieniu funkcjonował kamieniołom bazaltu, z którego wydobywano bazaltowe słupy. W obecnym czasie kamieniołom jest opuszczony, a eksploatację bazaltu zatrzymano ze względu na duże wartości przyrodnicze tego obszaru. Na terenie Zlatego vrchu utworzono rezerwat przyrody. Głównym powodem objęcia terenu góry ochroną były doskonale wykształcone słupy bazaltowe stanowiące unikat geologiczny, ale również roślinność porastająca zbocza i wierzchołek wzniesienia. W obrębie góry naliczono 76 gatunków roślin. Szczytową część góry zalega bazalt oraz rumosz bazaltowy. Szczyt porośnięty jest lasem bukowym, a zbocza lasem mieszanym z przewagą buka. Na szczycie góry położony jest punkt widokowy z panoramą na Studenec i okoliczne wzniesienia Gór Łużyckich.

## Historia
W przeszłości wzniesienie nosiło nazwę Velki rybi vrch (niem. Großfischberg). W pobliżu wzniesienia w okresie wojny siedmioletniej w dniach 18-21 lipca 1757 roku miała miejsce walka wojsk pruskich z austriackimi. Przy drodze w pobliżu wzniesienia stoi pomnik upamiętniający to wydarzenie.
Prawdopodobnie około 1870 roku, ze względu na dobrze wykształcone i mało spękane sześciokątne słupy bazaltowe, które łatwo dawały się dzielić, na południowo-wschodnim zboczu góry otworzono kamieniołom. Dzięki swojej wielkości oraz odporności słupy kilkumetrowej długości wykorzystywane były do budowy zapór wodnych w Holandii. Pierwotnie kamieniołom podzielony był na dwa poziomy eksploatacyjne, w których długość pionowych ścian bazaltowych dochodziła do 18 m. W pierwszej połowie XX wieku rozważano wyeksploatowanie dolnej części, aż do granicy przesunięcia piętra górnego, w celu uzyskania jednolitej ściany o wysokości 30 m.
W 1940 roku wstrzymano wydobycie w kamieniołomie, a górę i obszar wokół niej objęto ochroną. Jeszcze przed końcem II wojny światowej sporadycznie eksploatowano z kamieniołomu bazalt, przypadki eksploatacji zdarzały się również po 1945 roku. W 1964 roku na obszarze wzniesienia utworzono obszar chronionego krajobrazu. Jeszcze przez kilka lat z dolnego piętra wybierano kamień w celu odsłonięcia całej ściany. Wybieranie zakończono 27 listopada 1973 roku w momencie odsłonięcia całej ściany z dobrze wykształconymi słupami bazaltowymi 30-metrowej wysokości. W pobliżu góry pozostały fragmenty budowli dawnego kamieniołomu.

## Budowa
Bazaltowy kaloryfer Zlatý vrch powstawał w trzech oddzielnych okresach czasowych wulkanizmu. Najstarsze partie bazaltu powstały w podłożu w I fazie i występują na powierzchni tylko w północnej części odsłoniętego terenu kamieniołomu. W tym podłożu wytworzyła się eliptyczna niecka, która później w II fazie została wypełniona młodszą bazaltową lawą, tworząc niewielkie bazaltowe jeziorko, które w specyficznych warunkach podlegało wolnemu krzepnięciu. Dzięki temu procesowi wytworzyły się pięcio- i sześcioboczne słupy o średnicy dochodzącej w niektórych słupach do 30 cm. W III fazie krzepnące słupy zostały przykryte późniejszym wylewem, który szybciej stygł, tworząc krótkie i niedokładnie wykształcone słupki bazaltowe.

## Turystyka
W pobliżu szczytu przechodzi szlak turystyczny:
- – czerwony europejski długodystansowy szlak pieszy E3, w rejon wzniesienia doprowadza odnoga od szlaku głównego.